# Dipartimento della giustizia
Il Dipartimento della giustizia è il dipartimento ministeriale devoluto dell'Irlanda del Nord, responsabile dell'ordine pubblico e della politica penale.
La posizione è occupata da Naomi Long dall'11 gennaio 2020.

## Storia
A seguito del referendum del 23 maggio 1998 sull'accordo del Venerdì Santo e del Royal Assent al Northern Ireland Act 1998 del 19 novembre, sono istituiti dal governo laburista del Primo ministro Tony Blair un'assemblea e un esecutivo. Questo processo, noto come devoluzione, persegue l'obiettivo di conferire all'Irlanda del Nord il proprio potere legislativo.
Tra il 12 febbraio e il 30 maggio 2000 e dal 15 ottobre 2002 all'8 maggio 2007, la devoluzione è stata sospesa e il dipartimento è stato sottoposto all'amministrazione diretta di un ministro dell'ufficio per l'Irlanda del Nord, che costituisce uno dei dipartimenti governativi del Regno Unito.
Tuttavia, il trasferimento di poteri nel settore della giustizia e della polizia dal governo e dal parlamento britannici non è stato effettuato fino al 2010. Il dipartimento è stato quindi affidato a un membro del Partito dell'Alleanza dell'Irlanda del Nord (APNI), ufficialmente designato come "altro", cioè né unionista né nazionalista.
Dopo le elezioni legislative del 5 maggio 2016, l'APNI ha rifiutato di far parte dell'esecutivo. Gli unici due partiti partecipanti affidano quindi al Dipartimento della giustizia una personalità indipendente.

## Funzioni
Il dipartimento esercita le sue competenze nei settori:
- diritto penale;
- polizia;
- azioni legali;
- ordine pubblico, tribunali;
- carceri;
- libertà vigilata.

Il Parlamento del Regno Unito ha mantenuto le questioni riservate in materia di:
- diritto di grazia;
- classificazione dei narcotici;
- crimine organizzato;
- regimi di condanna;
- manifestazioni;
- regolamento sugli esplosivi.

Non può trasferire poteri (ad eccezione delle materie) riguardanti:
- estradizione;
- giustizia militare;
- immigrazione;
- sicurezza nazionale.

Il dipartimento esercita la supervisione del Police Service of Northern Ireland (PSNI) attraverso l'ufficio di polizia.

## Ministri
|  | Ministro      | Immagine   | Partito      | Inizio          | Fine            |
|  | ------------- | ---------- | ------------ | --------------- | --------------- |
|  | David Ford    |            | Alleanza     | 12 aprile 2010  | 6 maggio 2016   |
|  | Claire Sugden |            | Indipendente | 25 maggio 2016  | 26 gennaio 2017 |
|  | Naomi Long    | Naomi Long | Alleanza     | 11 gennaio 2020 | in carica       |